# Anthony Durham
Anthony Durham II (ur. 6 sierpnia 1994 w Filadelfii) – amerykański koszykarz grający na pozycjach rzucającego obrońcy lub niskiego skrzydłowego.
21 października 2021 został zawodnikiem Asseco Arki Gdynia.

## Osiągnięcia
Stan na 10 września 2022, na podstawie, o ile nie zaznaczono inaczej.
NCAA
- Mistrz sezonu regularnego konferencji Metro Atlantic Athletic (MAAC – 2018)